# Ricardo Legorreta Vilchis
Ricardo Legorreta Vilchis (Ciudad de México, 7 de mayo de 1931 - Ibídem, 30 de diciembre de 2011) fue un arquitecto mexicano.
Recipiente de la Medalla de Oro de la UIA en 1999, Medalla de Oro del AIA en el 2000 y el Praemium Imperiale en el 2011.

## Semblanza biográfica

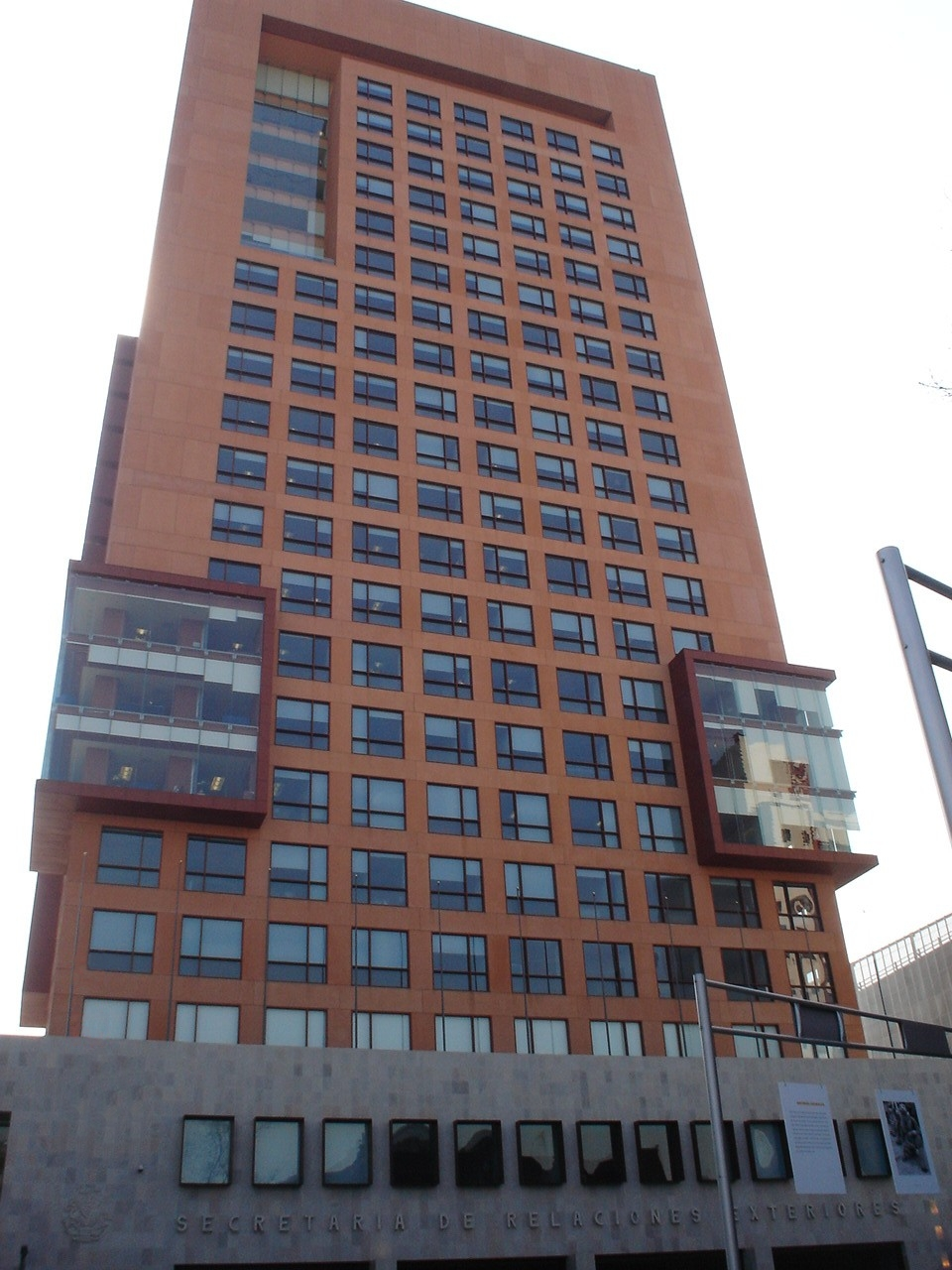
Torre Nueva de la S.R.E. Plaza Juárez.

De 1948 a 1952 estudió la licenciatura en Arquitectura en la Escuela Nacional de Arquitectura de la Universidad Nacional Autónoma de México y trabaja en el taller de José Villagrán García hasta 1960, año en que funda su despacho en sociedad con Noé Castro y Carlos Vargas. Su estilo se caracteriza por la aplicación de temas contemporáneos a la arquitectura tradicional de su país.
Llegó a ser uno de los más reconocidos arquitectos mexicanos a nivel internacional. Su obra es reconocida por amplios sectores de la sociedad debido a la constancia de su trabajo, la congruencia de sus ideas y la permanencia de valores universales en arquitectura.
La obra de Legorreta se basa en el manejo de las proporciones, en la creación de espacios elementales, en el color intenso y la contundencia de elementos estructurales y arquitectónicos, los cuales son integrados en escasos materiales y una escala monumental. Su arquitectura es regional y responde a las necesidades de su entorno cultural. A lo largo de su carrera recibió críticas que denotan la referencia de arquitectura de Luis Barragán Morfín.
En la larga lista de edificaciones que componen su carrera incorpora siempre piezas artísticas de talentosos pintores y escultores ya sean mexicanos o internacionales, entre los que se encuentran: Rufino Tamayo, Mathías Goeritz, Alexander Calder, Isamu Noguchi, Rodolfo Morales, Juan Soriano, Pedro Coronel, Pedro Friedeberg, Miguel Covarrubias, Vicente Rojo, Sebastián y Javier Marín entre otros.
El Hotel Camino Real de la Ciudad de México en Polanco, es quizás la obra clásica por excelencia de este arquitecto, y es el primero de una serie de hoteles que proyecta para esta cadena de hoteles.  En el proyecto de este hotel cuenta con la colaboración del arquitecto Luis Barragán Morfín. Este lugar es depositario de valiosas obras artísticas del s.XX tales como: en el patio de ingreso Isamu Noguchi cautiva la atención de propios y extraños con su fuente de eterno movimiento, la celosía monumental y símbolo de esta cadena hotelera es obra del escultor y pintor Mathías Goeritz, autor también del gran cuadro dorado a manera de retablo barroco, en el vestíbulo del hotel la gran escultura de acero del estadounidense Alexander Calder, Rufino Tamayo participa con un mural de más de 60 metros cuadrados en tonos grises y violetas, así mismo el pintor oaxaqueño Rodolfo Morales crea dos obras Naïf para este sitio, el artista zacatecano Pedro Coronel perteneciente a los pintores llamados de La Ruptura presenta una obra abstracta de círculos brillantes y el gran viajero Miguel Covarrubias pinta un bodegón para el restaurante.
El primer proyecto del arquitecto fuera de su país lo realizó en Los Ángeles para la estrella del cine Ricardo Montalbán y su esposa Georgiana, quienes le habían pedido un proyecto arquitectónico que representara a México sin llegar a ser ostentoso. Construido en una loma de Hollywood, la casa es como una escultura. Es a partir del éxito de este proyecto cuando su carrera se ve internacionalizada y funda un despacho de arquitectura en esta ciudad. Su más reciente obra es la Torre BBVA Bancomer en colaboración con el despacho londinense Rogers Stirk Harbour + Partners fundado por el ganador del Premio Pritzker 2007, sir Richard Rogers, este rascacielos se ubica en paseo de la Reforma y Lieja, dicho rascacielos tiene una altura de 225 m.
En el 2001 recibe el Premio a la Vida y Obra galardón otorgado por el Premio Obras Cemex. Fue miembro honorario del Seminario de Cultura Mexicana. Falleció el 30 de diciembre de 2011 en Ciudad de México.

## Premios
- 1991 Premio Nacional de Ciencias y Artes en el área de Bellas Artes por el gobierno mexicano[8]
- 1992 Medalla de Oro, Bienal de Arquitectura Mexicana
- 1999 Medalla de Oro. Unión Internacional de Arquitectos
- 2000 Medalla de Oro. American Institute of Architects
- 2002 Caballero de la Orden de Isabel la Católica, por el gobierno Español
- 2011 Premio Imperial  Asociación de Arte de Japón

## Exposiciones
- 2005 Legorreta: poeta mexicano de muros y color. Antiguo colegio de San Ildefonso, UNAM.

## Principales obras

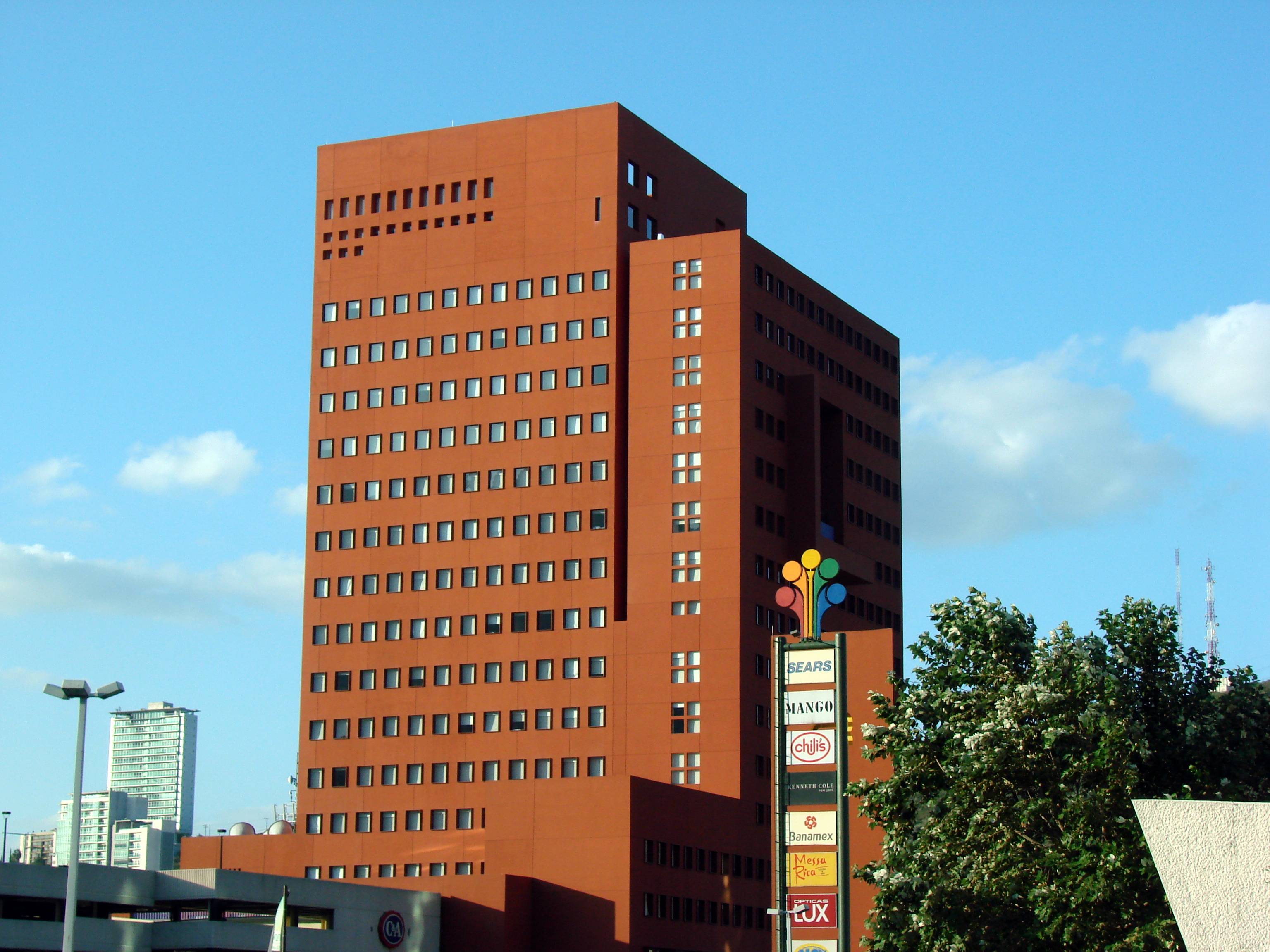
Hotel Camino Real Monterrey en 2007.

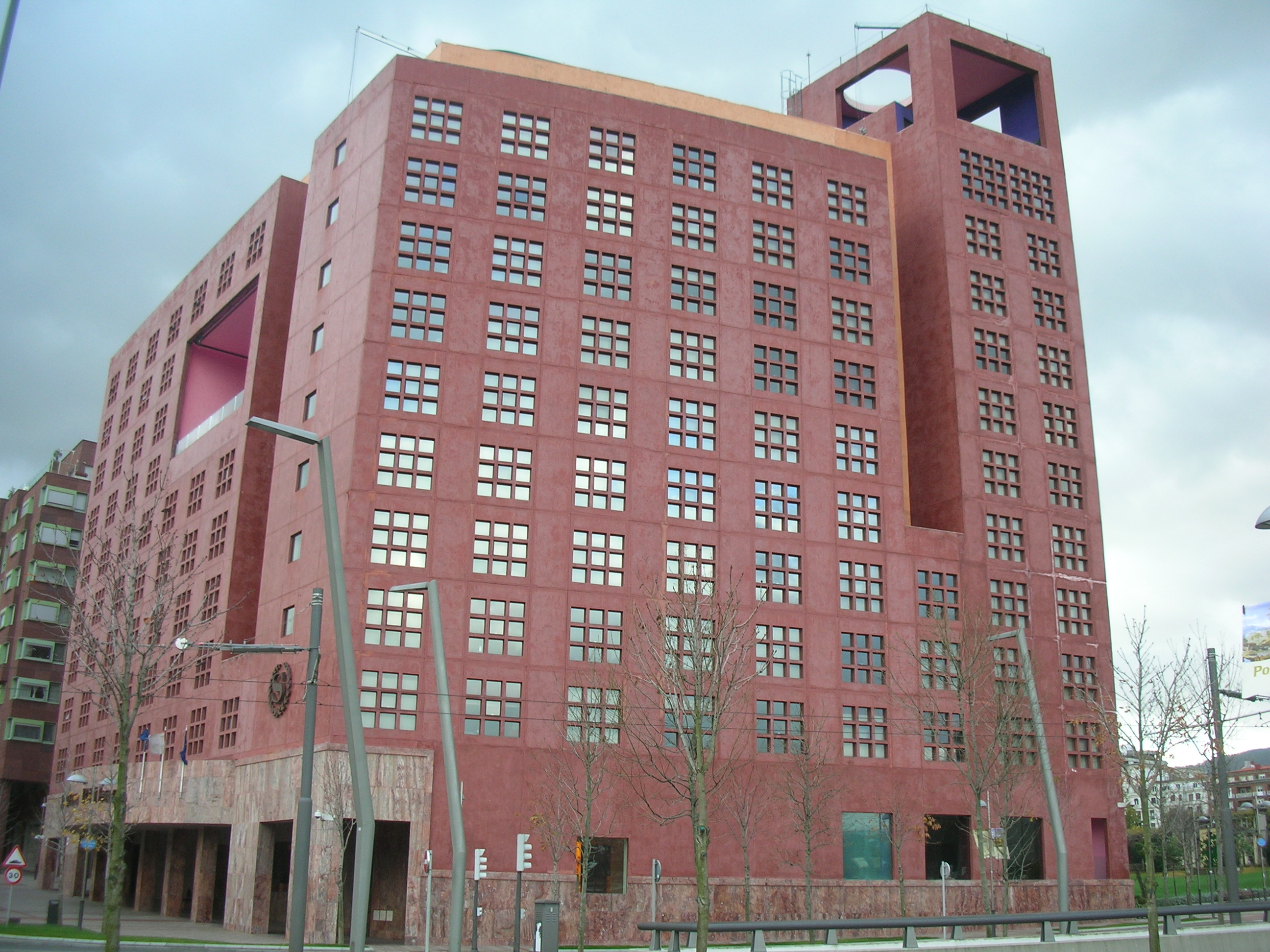
Hotel Sheraton Bilbao en 2005.

### En México
- 1964, Laboratorios Smith Kline & French, en colaboración con Mathias Goeritz, hoy Sede de la Comisión de Derechos Humanos del Distrito Federal, Av. Universidad 1449, Ciudad de México.
- 1967, Colegio Cedros y Universidad Panamericana Preparatoria, Tecoyotitla 364 y 366, Chimalistac, San Ángel, Ciudad de México, muy modificada aún reconocible.
- 1967, Fábrica Chrysler en Toluca.
- 1967, Casa Lomas Altas, Lomas Altas, Ciudad de México.
- 1968, Hotel Camino Real, en colaboración con Luis Barragán, Av. Mariano Escobedo 700, Polanco, Ciudad de México.
- 1968, Oficinas Celanese Mexicana, hoy SEMARNAT, Av. Revolución 1425, Tlacopac, San Ángel, Ciudad de México.
- 1972, Restauración del Antiguo Palacio Iturbide, Madero 17, centro histórico, Ciudad de México.
- 1975, Fábrica de IBM en Guadalajara.
- 1975, Hotel Camino Real, Cancún.
- 1976, Oficinas Seguros América hoy Tribunal Federal de Justicia, Av. Revolución 1508, San Ángel, Ciudad de México.
- 1981, Hotel Camino Real Ixtapa, hoy Las Brisas Ixtapa, Ixtapa, Guerrero.
- 1985, Fábrica Renault en Gómez Palacio, Durango.
- 1985, Fábrica Kodak en Xochimilco, Ciudad de México.
- 1989, Plan Maestro para Huatulco, Huatulco, Oaxaca.
- 1990, Hotel Las Brisas, Huatulco.
- 1991, Museo de Arte Contemporáneo de Monterrey.
- 1993, Restauración del Antiguo Colegio de San Ildefonso, UNAM. Justo Sierra 16, centro histórico, Ciudad de México.
- 1993, Papalote - Museo del Niño, Bosque de Chapultepec 2a. Sección, Ciudad de México.
- 1994, Restauración del Club de Banqueros, Av. 16 de Septiembre 27, centro histórico, Ciudad de México.
- 1994, Remodelación del Zoológico de Chapultepec, Ciudad de México.
- 1994, Centro Nacional de las Artes Plan Maestro, Edificio de Administración e Investigación, Edificio Central y Escuela Nacional de Artes Plásticas La Esmeralda, Ciudad de México.
- 1998, Televisa Santa Fe, Ciudad de México.
- 2001, ITESM Campus Santa Fe, Ciudad de México.
- 2001, EGADE Escuela de Graduados en Administración y Dirección de Empresas del ITESM en Monterrey.
- 2005, Conjunto Juárez y Plaza Juárez. Edificio para la Secretaría de Relaciones Exteriores - Torre Tlatelolco y edificio para el Tribunal Superior de Justicia del Distrito Federal, Ciudad de México.
- 2007, Hotel La Purificadora, Callejón de la 10 Norte 802, Puebla.
- 2007, EGAP Escuela de Graduados en Administración Pública y Política Pública del ITESM en Monterrey.
- 2008, Museo Interactivo Laberinto de las Ciencias y las Artes, San Luis Potosí.
- 2008, The Tides Playa del Carmen Riviera Maya.
- Hotel Casa Reyna, Privada 2 Oriente 1007, Centro, Puebla.
- 2010, Torre BBVA Bancomer, en colaboración con el despacho Rogers Stirk Harbour + Partners de Londres. Paseo de la Reforma y Lieja, Ciudad de México.
- 2010, División de Estudios de Posgrado y Especializaciones en Economía, UNAM. Centro cultural Universitario, Ciudad de México.
- 2011, Centro Médico Zambrano Hellion del ITESM en Monterrey.

### En otros países

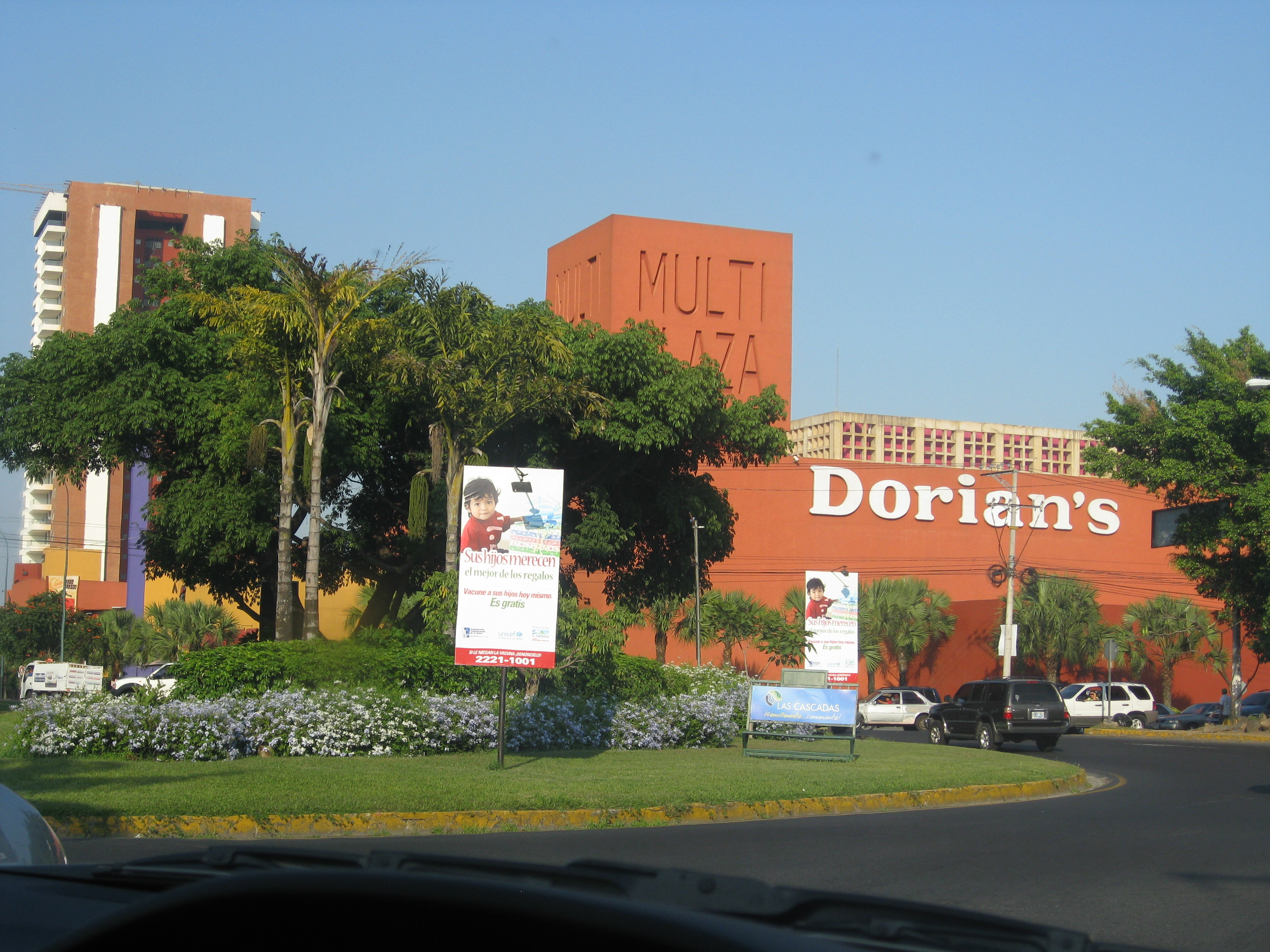
Centro Comercial Multiplaza Panamericana El Salvador en 2005.

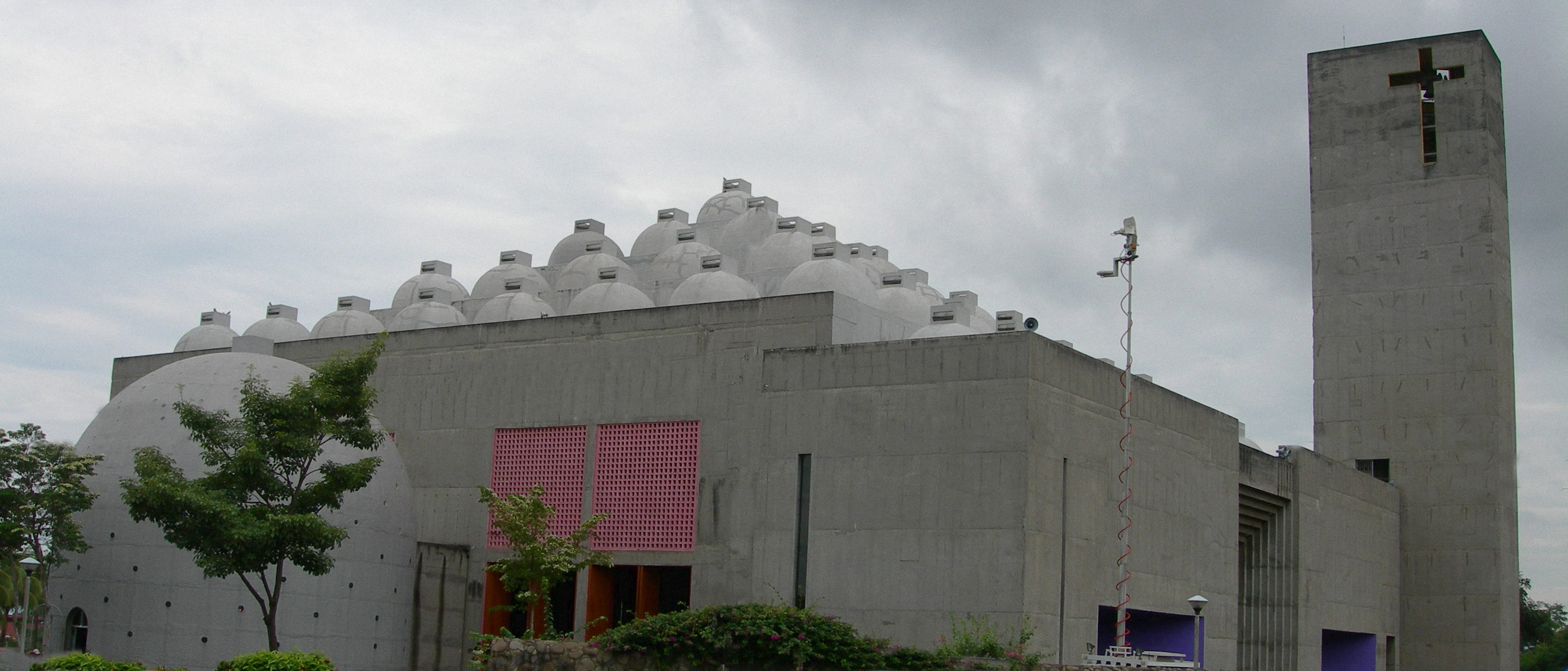
Nueva Catedral de Managua, Nicaragua

- 1983-1985, Casa Montalbán, en Los Ángeles, California
- 1993, Nueva Catedral de Managua, Nicaragua
- 1994, La restauración de la plaza Pershing Square en Los Ángeles, California
- 1995, Biblioteca Municipal, en San Antonio, Texas
- 1997, Centro residencial Schwab, Universidad de Stanford, Palo Alto, California[9]
- 1998, The Tech Museum of Innovation, (San José, California, Estados Unidos)
- Complejo Solana en Dallas, Texas
- 1999, Casa Cabernet, Valle de Napa, California
- 2000, Pabellón de México en la Expo 2000 Hannover
- 2001, Museo Zandra Rhodes, Londres[5]
- 2001, Max Palevsky Residence Hall, Universidad de Chicago
- 2004, Viviendas en el barrio de Las Águilas, Madrid, España
- 2005, Hotel Sheraton Bilbao, en Bilbao, España
- 2005, Centro Comercial Multiplaza Panamericana, en Antiguo Cuscatlan, El Salvador
- 2005, Nuevo campus de la Escuela Superior de Economía y Negocios, ESEN, Santa Tecla, El Salvador
- 2007-2009, Casa Margarita, Ciudad de Guatemala
- 2009, Universidad Americana en El Cairo, El Cairo, Egipto
- 2012-2014, Terra Esperanza, Ciudad de Guatemala

## Revistas y Diarios
- Architectural Digest, Volumen 44 / Ricardo Montalbán's Home. USA : Conde Nast Publications, 1987.
- Ricardo Montalban's Home Represents a Fusion of Cultures, Architecture - Echoes of Mexico . Los Ángeles : Los Angeles Times, 26 de junio de 1988.

### Entrevistas
- Conferencia de Ricardo Legorreta. Revista Humanidades, ITESM. Moterrey: Revista Humanidades ITESM, 1997.
- Legorreta: una arquitectura tercamente mexicana (enlace roto disponible en Internet Archive; véase el historial, la primera versión y la última).. México: Proceso, 2003.
- Entrevista inédita a Ricardo Legorreta (enlace roto disponible en Internet Archive; véase el historial, la primera versión y la última).. México : Publicar Arquitectura, 2006.
- Entrevista a Ricardo Legorreta y Víctor Legorreta por Warren Orbaugh. Guatemala: Universidad Francisco Marroquín, 2007.
- Entrevista al arquitecto Ricardo Legorreta, Ganador del Premio Imperial 2011 - El Nobel de las Artes. México: W-Radio, 2011.
- Entrevista Legorreta: "soy un hacedor de sueños". México: El Universal, s/f
- Cristina Pacheco entrevista a Ricardo Legorreta: el discurso del espacio. México: Canal Once, s/f
- Lucía Zesati entrevista al arquitecto Ricardo Legorreta (enlace roto disponible en Internet Archive; véase el historial, la primera versión y la última).. México: z mas uno arquitectos, 2011.

- Datos: Q732502
- Multimedia: Ricardo Legorreta / Q732502